# George Hadley
George Hadley (Londra, 12 febbraio 1685 – Fitton, 28 giugno 1768) è stato un avvocato e fisico inglese e meteorologo dilettante.
Propose il meccanismo atmosferico, attraverso il quale sono sostenuti gli alisei, che ora è chiamato in suo onore circolazione di Hadley. Come fattore chiave per garantire che le navi a vela europee raggiungessero le coste nordamericane, la comprensione degli alisei stava diventando una questione di grande importanza in quel tempo. Hadley era incuriosito dal fatto che i venti che avrebbero dovuto soffiare diretti verso nord avevano un pronunciato flusso da ovest, ed era questo mistero che si prefiggeva di risolvere.

## Biografia
Figlio di George Hadley (alto sceriffo dell'Hertfordshire) e Katherine FitzJames ebbe un'infanzia insignificante e fu eclissato, nei suoi primi anni di studio, da suo fratello maggiore John Hadley (1682–1744), l'inventore dell'ottante (un precursore del sestante). Con John e l'altro fratello Henry, George costruì efficaci telescopi newtoniani.
Si iscrisse al Pembroke College di Oxford il 30 maggio 1700 e il 13 agosto 1701 divenne membro del Lincoln's Inn, dove suo padre gli acquistò una chamber. Venne called to the bar il 1º luglio 1709, ma rimase più interessato agli studi meccanici e fisici che al lavoro legale Per 7 anni, succedendo a William Derham, fu incaricato di interpretare i diari meteorologici inviati alla Royal Society da osservatori di tutto il mondo, principalmente in Gran Bretagna e Scandinavia. Cercò di correlare i dati nelle diverse scale di temperatura e pressione in uso e tentò di dedurre schemi generali emersi nel tempo. Pubblicò due volte un resoconto dei risultati nelle Philosophical Transactions.
Venne eletto Fellow of the Royal Society  il 20 febbraio 1735, e il 22 maggio dello stesso anno pubblicò un breve articolo in Philosophical Transactions of the Royal Society (vol. 39, 1735, 58–62) dando una spiegazione degli alisei. La sua teoria rimase relativamente sconosciuta e venne creata indipendentemente più volte. Tra i creatori successivi vi fu John Dalton, che in seguito divenne consapevole della precedente scoperta di Hadley. Durante la seconda metà del XIX secolo la teoria divenne gradualmente nota come "principio di Hadley".
Nel 1686, Edmond Halley aveva proposto una sua teoria nel tentativo di spiegare gli alisei, una teoria che rimase la più conosciuta, a livello internazionale, quasi all'inizio del XIX secolo. La versione di George Hadley riconosceva che la rotazione della Terra ha un ruolo nella direzione presa da una massa d'aria che si muove rispetto alla Terra, un elemento che mancava nella proposta di Halley. Più tardi, nella seconda metà del XIX secolo, la teoria di Hadley si dimostrò carente in quanto si basava sul presupposto che quando la massa d'aria viaggia da una latitudine all'altra viene conservata la sua quantità di moto lineare. Tuttavia, poiché la massa d'aria è sempre in uno stato di circumnavigazione dell'asse terrestre, è in effetti il momento angolare che viene conservato, causando un effetto noto come effetto Coriolis. Quando si utilizza, nei calcoli, la corretta conservazione del momento angolare, l'effetto previsto è doppio rispetto a quando viene utilizzata la conservazione errata del momento lineare. Il fatto che il principio di Hadley sia carente in questo senso non è noto a tutti coloro che dovrebbero saperlo. Si trova ancora in libri e siti web popolari.
Hadley non si sposò e in seguito lasciò Londra e visse per un certo periodo a East Barnet con un nipote, molto probabilmente il figlio di suo fratello John. La maggior parte dei suoi anni successivi li trascorse a Fitton, dove un altro nipote, Hadley Cox (morto nel 1782) e figlio di sua sorella Elisabetta, era vicario.
Hadley morì a Fitton all'età di 83 e venne tumulato nel cimitero della chiesa locale.
Il Met Office Hadley Centre è stato intitolato al suo nome così come un cratere di Marte.